# Craterellus tubaeformis
Craterellus tubaeformis es una especie de hongo basidiomiceto comestible, saprofito, del género Craterellus, perteneciente a la familia Cantharellaceae. Su basónimo es Helvella tubaeformis Schaeff. 1763.

## Características
El sombrero es convexo y hueco, puede medir hasta 5 centímetros de diámetro, su color es pardusco oscuro, el pie es cilíndrico, hueco, de color amarillo, puede medir hasta 10 centímetros de largo y tener un grosor de 1 centímetros.
Crece en los suelos húmedos y musgosos de los bosques de abetos de América del Norte y Europa, en los meses de otoño y primeros meses del invierno.

## Comestibilidad
El cuerpo fructífero es comestible.